# لي سيويك هونج
لي سيويك هونج (الكورية: 이석형) مواليد 13 يناير 1971 في كوريا الجنوبية، هو لاعب كرة يد كوري جنوبي يلعب كحارس مرمى. شارك في دورة الألعاب الأولمبية الصيفية سنة 2000. حقق المركز الأول في دورة الألعاب الآسيوية 1998.

## الميداليات
| الميدالية | المسابقة                   |
| --------- | -------------------------- |
| ذهبية     | دورة الألعاب الآسيوية 1998 |

## روابط خارجية
- لي سيويك هونج على موقع أوليمبيديا (الإنجليزية)